# Auser
Auser (acronimo di autogestione servizi) è una associazione di volontariato.

## Storia
Nata nel 1989 per iniziativa della CGIL e del sindacato dei pensionati SPI-CGIL.
Nel 2015 contava 304.899 iscritti, 45.263 volontari e 1.500 sedi in tutta Italia.
Auser Toscana ed il comune di Firenze organizzano il premio annuale "Filo d'argento", conferito nel mese di giugno dal presidente di Auser nel salone cinquecentesco di Palazzo Vecchio. Al 2014 i premiati nel capoluogo toscano erano 170 personalità provenienti dal mondo dello spettacolo, della religione, dell'arte, dello sport e della cultura, decorati con la medaglia Florentia Mater, opera dal Maestro Roberto Ciabani.
Il 20 aprile viene pubblicato il singolo di beneficenza Il nostro tempo facente parte del progetto Nemico invisibile ideato da Annalisa Minetti e Mario Biondi che cantano insieme ad altri artisti; il ricavato viene devoluto ad Auser, associazione che, anche, durante la pandemia di COVID-19 porta avanti iniziative di sostegno per le persone più fragili, sole e anziane.